# Relaciones Australia-Perú
Las Relaciones Australia-Perú (en inglés: Australia-Peru relations) se refieren a las relaciones diplomáticas entre la Mancomunidad de Australia y la República del Perú. Australia y Perú formalizaron sus relaciones diplomáticas el 1 de marzo de 1963. Ambos son miembros del Foro de Cooperación Económica Asia-Pacífico (APEC) y de la Organización de las Naciones Unidas.
Australia representa el 0,4% de la emigración internacional de peruanos al 2013. En Australia residen 8,840 peruanos según el censo australiano del 2011.
Australia tenía su embajada en Perú hasta 1986, luego fue reabierta en el 2010.
El 12 de febrero de 2018 se suscribió el Tratado de libre comercio entre Perú y Australia. El 12 de febrero de 2019, Perú ratificó el Acuerdo de Libre Comercio. Australia y Perú tiene un acuerdo comercial con el Tratado Integral y Progresista de Asociación Transpacífico que entró en vigor el 19 de setiembre de 2021.

## Visita de alto nivel
- primer ministro Anthony Albanese (2024)[8]

## Misiones diplomáticas

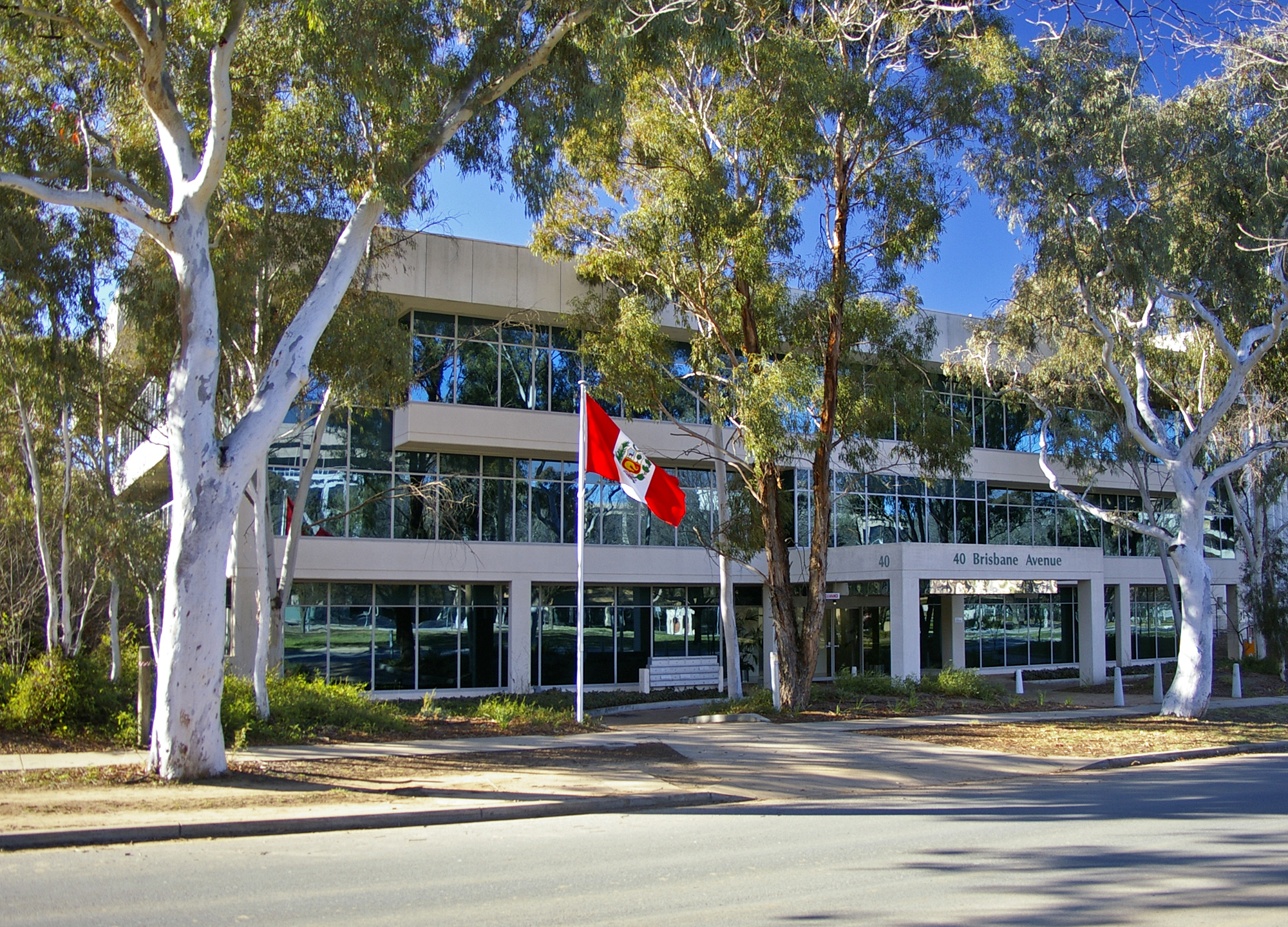
Embajada del Perú en Canberra.

- Australia tiene una embajada en Lima.
- Perú tiene una embajada en Canberra y un consulado-general en Sídney.